# Tillatoba
Tillatoba es un pueblo ubicado en el condado de Yalobusha en el estado estadounidense de Misisipi. En el año 2010 tenía una población de 91 habitantes y una densidad poblacional de 35 personas por km².

## Geografía
Tillatoba se encuentra ubicado en las coordenadas 33°59′4″N 89°53′49″O / 33.98444, -89.89694.

## Demografía
Según la Oficina del Censo en 2000 los ingresos medios por hogar en la localidad eran de $34,306 y los ingresos medios por familia eran $51,458. Los hombres tenían unos ingresos medios de $42,917 frente a los $22,143 para las mujeres. La renta per cápita para la localidad era de $20,746. Alrededor del 10.1% de la población estaba por debajo del umbral de pobreza.